# Schlacht am Hafrsfjord
Die Schlacht am Hafrsfjord, die dem Jahre 872 zugeschrieben wird, war die entscheidende Schlacht am Anfang des norwegischen Reiches. Mit dem Sieg Harald Hårfagres in dieser Schlacht am Hafrsfjord setzte der Einigungsprozess Norwegens ein.

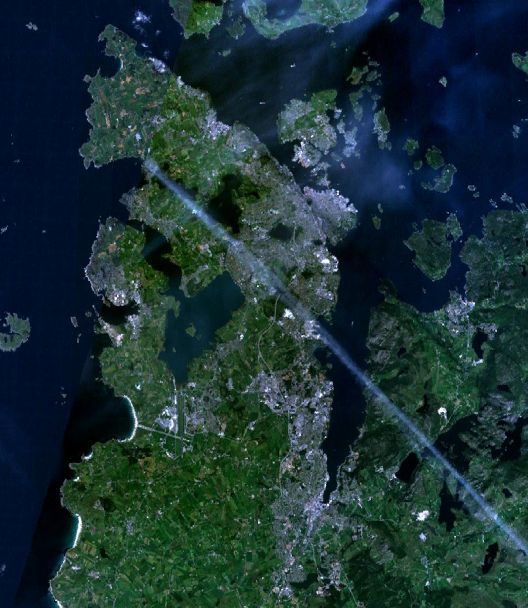
Der Hafrsfjord ist das mit dem Meer verbundene Binnengewässer südwestlich des Kondensstreifens.

## Die Vorgeschichte
Von Haralds Vater Halvdan Svarte heißt es, er sei König in den Opplanden gewesen, was das Gebiet Ringerike, Romerike, Hadeland, Toten und Hedmark, also das innere Ostland Norwegens umfasste. Durch Heirat der Tochter Harald Gullskeggs, des Königs von Sogn, gelang es ihm als erstem Kleinkönig, eine Ostwestachse durch Norwegen als Herrschaftsbereich zu etablieren. Halvdan ertrank um das Jahr 863. Sein Sohn Harald war da etwa zehn Jahre alt. Ein Aufstand der unterworfenen Ostlands-Kleinkönige anlässlich dieser Situation missglückte. Zu dieser Zeit übte Dänemark die Macht im Oslofjord, ein Gebiet, das „Viken“ genannt wurde, aus und verhinderte so das Heranwachsen eines selbständigen norwegischen Königreiches. Als Dänemark durch einen Bürgerkrieg um Horik I. geschwächt war, sah Harald seine Chance zur Ausweitung seiner Macht. Bei der Etablierung seiner Macht im Westen begann er nach der glaubhaften und plausiblen Überlieferung damit, Trøndelag an sich zu binden, um nicht einem Zweifrontenkrieg von Norden und von Süden her ausgesetzt zu sein. Danach wandte er sich dem Süden zu. Dort lag eines der reichsten Gebiete Norwegens, Jæren, nicht nur wegen der landwirtschaftlich genutzten Fläche und den reichen Fischgründen, sondern auch wegen der Verbindungen zum Handelsnetzwerk von Setesdalen. Es war von dort leichter nach Jæren zu kommen als nach dem heutigen Kristiansand. Nordjæren mit der Stavanger-Halbinsel war von alters her eine wichtige Kontrollstation für den Schiffsweg nach England und Irland, wie die archäologischen Funde belegen, die eine hohe Konzentration von Plünderungsbeute aus England in dieser Gegend ergaben.
In der politischen Kultur der damaligen Zeit war der bewaffnete Kampf das letzte Mittel der Interessenverfolgung. Zunächst versuchte man, seine Interessen auf friedlichem Wege zu wahren. Der Vergleich hatte daher höchste Bedeutung, desgleichen die politisch motivierte Eheschließung, die schon dem Vater Haralds den Weg nach Westen geöffnet hatte. So spricht vieles, insbesondere die verhältnismäßig geringe Auswandererzahl aus Rogaland nach der Machtübernahme durch Harald, dafür, dass er Rogaland vor der Schlacht am Hafrsfjord auf friedlichem Wege auf seine Seite gebracht hatte, möglicherweise durch eine solche politische Vergleichsehe mit einer Tochter des Kleinkönigs von Rogaland. Die dadurch erfolgte Ausdehnung seines Herrschaftsbereiches auf die Halbinsel von Stavanger und die Seefestung im Hafrsfjord bedrohte unmittelbar die Interessen der Kleinkönige in der südlichen Umgebung und der Dänen. Denn von der Basis Hafrsfjord konnte eine Flotte um Lindesnes herum dänisches Interessengebiet am Oslofjord angreifen. Sogar der Verkehr zu den Machtzentren der Könige in England und Irland war gefährdet. Nun waren die Dänen nicht zu entscheidenden Operationen in Westnorwegen in der Lage, da zum einen innere Thronfolgestreitigkeiten, zum anderen die großen Feldzüge nach England die Kräfte banden. Die Kleinkönige längs der Küste mussten selbst mit dem Problem fertigwerden.

## Zeitpunkt der Schlacht
Über den Zeitpunkt der Schlacht gibt es keine sichere Nachricht. Das gewählte Datum 18. Juli 872 entstammt keiner Überlieferung. Vielmehr liegen den Datierungsversuchen Berechnungen zu Grunde. Ari inn froði schreibt, Harald habe 80 Jahre gelebt und sei 70 Jahre König gewesen. In der sechsten Strophe des Haraldskvæði heißt es: „Ungr leiddisk eldvelli“ ([Schon] in jungen Jahren verachtete er das Herdfeuer), was bedeutet, dass er schon als Jugendlicher ein Kommando bekam und auszog, wahrscheinlich nach Süden. Mit 14 Jahren war man zu dieser Zeit bereits mündig. Weiterhin kann man davon ausgehen, dass vor der Schlacht am Hafrsfjord bereits eine ganze Reihe von Kämpfen stattgefunden hatten. Zur Zeit dieser Schlacht war er schon ein reiferer Mann mit viel Erfahrung in Seekämpfen. Die isländischen Annalen, die die Niederschrift ihrer Jahrbücher im 13. Jahrhundert begannen, haben auch für die vorangehende Zeit wichtige Ereignisse der Sagas notiert, insbesondere Lebens- und Regierungsdaten von Herrschern. Einige Annalen setzen das Geburtsjahr Haralds auf 852, andere auf 848. Die anonyme Historia Norwegiæ, Ágrip, Theodoricus Monachus, Fagrskinna und Snorri Sturluson stützen sich auf das verlorene Konungaævi. Für die isländischen Berechnungen war der Tod Olavs des Heiligen in der Schlacht von Stiklestad 1030 und der Tod Olav Tryggvasons 999 oder 1000 der Ausgangspunkt ihrer relativen Chronologie. Die Regierungsjahre zwischen Halvdan Svarte (860) und Olav dem Heiligen galten als bekannt. Von daher musste die Berechnung für das Jahr der Schlacht auf 868 kommen. Þormóður Torfason nennt allerdings das Jahr 875 in seiner lateinischen Geschichte Norwegens. Gerhard Schøning kam auf das Jahr 885. Rudolf Keyser und die „Norske historiske skole“ (Norwegische historische Schule) schlugen das Jahr 872 vor. Da sollte Harald bei der Schlacht 30 Jahre alt gewesen sein. Guðbrandur Vigfússon verwendete die Generationenzählung als chronologische Methode und kam so auf das Jahr 900 als wahrscheinlichsten Zeitpunkt. Halvdan Koht wies 40 Jahre später alle Nachrichten der klassischen isländischen Geschichtsschreiber zurück, setzte drei Generationen auf 100 Jahre und kam so auf ein Zeitfenster zwischen 890 und 900. Die neuesten Untersuchungen haben zeigen können, dass sich die klassischen Geschichtsschreiber am chronologischen System Bedas orientierten. Darauf aufbauend gilt heute das Zeitfenster 868 bis 875 als am wahrscheinlichsten.

## Die Überlieferung

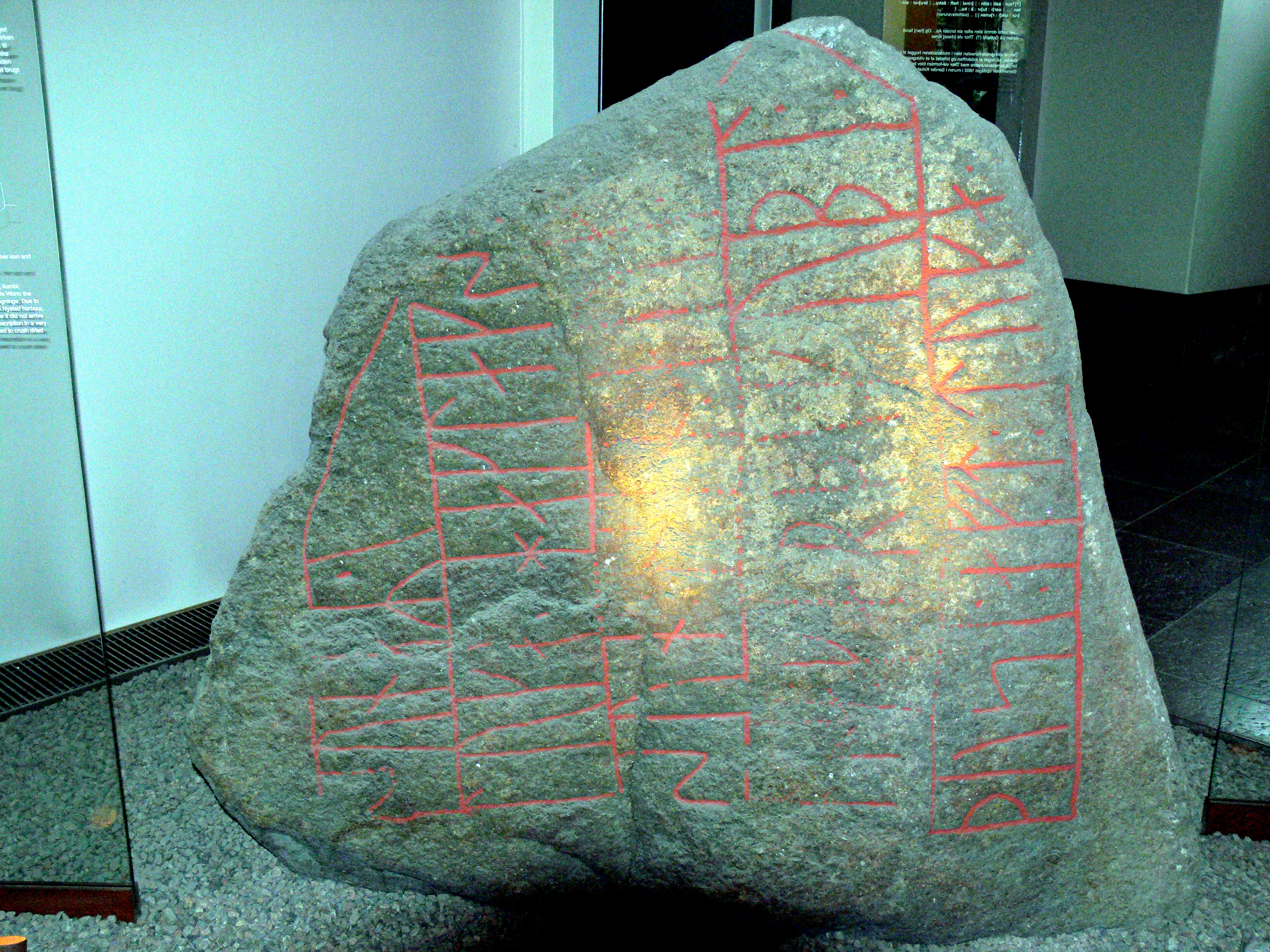
Auf diesem Bregningestein aus Lolland im Museum von Kopenhagen ist ein Tore Haklang genannt.

Die Schlacht nimmt in der Skaldendichtung eine zentrale Stellung ein. Besonders die Glymdrápa behandelt diese Schlacht. „Glym“ bedeutet Lärm und ist eine Kenning für den Waffenlärm in Haralds Kampf. Fagrskinna zitiert drei Strophen aus diesem Gedicht. Die meisten Informationen entstammen der Haraldskvæði. Danach hießen die Gegner Haralds Kjåtve (= Der Dicke) und Haklang (= Der Lange mit der Hasenscharte). Das muss nicht unbedingt eine spätere Herabsetzung im Rahmen eines Preisgedichtes sein. Der Name Haklang taucht auch auf dem Bregninge-Stein auf Lolland auf, was zur Annahme verleitet hat, dass es sich um die gleiche Person handele. Andererseits wird für das 9. Jahrhundert eine Unterstützung für Haralds Gegner aus Jütland für unwahrscheinlich gehalten.
Die Landnámabók schildert zwar nicht die Schlacht selbst, gibt aber andere Informationen. Neben Kjåtve, der hier „der Reiche“ genannt wird, werden noch Eirik, der König von Hordaland und Sulke (auch „Súlki“), König von Rogaland unter seine Gegner gerechnet. Außerdem werden Landnámsmenn, die nach Island auswanderten, als Teilnehmer an der Schlacht erwähnt. Auf der Verliererseite waren das Hallvard Sugande und Önund Ofeigsson, eine zentrale Figur im ersten Teil der Grettis saga. Auf Seiten Haralds wird besonders Ingimund der Alte aus einem alten Hersengeschlecht im Namdalen erwähnt, der dann später dafür die uneheliche Tochter Jarl Tores des Schweigsamen zur Frau erhielt.
Neben der Heimskringla gibt es noch Schilderungen in der Vatnsdœla saga und der Grettis saga.

## Die Schlacht
Man geht heute davon aus, dass Harald vom Hinterland Jærens am Hafrsfjord angegriffen wurde. Als Hauptargument dient, dass die geschlagenen Feinde nach dem Haraldskvad, das man in diesem Zusammenhang für glaubwürdiger als die Landnámabók hält, dorthin flüchteten, was den Schluss zulässt, dass sie von dort gekommen waren. Aber es gibt auch andere Überlegungen. Sie stützen sich auf eine Bemerkung in der Grettis saga, dass zu dieser Schlacht Volk aus dem ganzen Land aber auch von anderen Ländern und eine Menge Wikinger gekommen seien. Diese Bemerkung wurde mit dem mächtigen norwegischen König Amlaib = Olav Kvite = Olav der Weiße, der von 851–871 in Dublin herrschte, verknüpft. Die irischen Annalen verzeichnen für 871, dass Olav nach Lochlainn zog, um seinem Vater Gudrød beizustehen. Lochlainn wurde mit Norwegen identifiziert. So kam es am Ende des 19. Jahrhunderts unter norwegischen Historikern zu der Auffassung, dass Olav der Weiße auf ein dringendes Hilfeersuchen seines Vaters, den man für einen Kleinkönig in Vestfold hielt, 872 an der Schlacht am Hafrsfjord teilgenommen habe. Anfang des 20. Jahrhunderts wurde dann Lochlainn in Schottland vermutet und die nunmehr bei den Forschern vorherrschende Datierung der Schlacht um 900 machte diese Theorie völlig zunichte. Als mit Ólavia Einarsdóttir das Jahr 872 wieder ins Zentrum der Betrachtungen rückte, wurde auch die Beteiligung Olavs wieder möglich. Die Frage ist nicht entschieden. Jedenfalls scheint Harald über die für ihn gefährliche Entwicklung im Klaren gewesen zu sein, denn nach den Quellen entschloss er sich zur Schlacht in einem Zeitpunkt, als die Wikingzüge und die Fahrt über die Nordsee bereits eingestellt waren, also August/September. Nach der Heimskringla erfuhr Harald davon, dass sich im Süden feindliche Kräfte vereinigten, und er zog sofort nach Süden. Er scheint die feindliche Flotte überrascht zu haben, denn der Text fährt fort, dass der gegnerische Flottenführer beim Anblick der Flotte Haralds nach Süden fuhr, wo er die Unterstützung einer Flotte aus dem Osten erwartete. Nach der Vereinigung der beiden Flotten fuhren diese in den Hafrsfjord ein, wo Haralds Flotte bereits lag. Ein Rückzug wäre schimpflich gewesen, ein Zuwarten wegen der notwendigen Verpflegung insbesondere der ausländischen Schiffe kaum möglich.
Nach übereinstimmender Aussage der Quellen hatte Harald seine Flotte im Norden des Fjordes positioniert. Wenn die Schlachtvorbereitungen so abliefen, wie dies Tradition war, so wurden die Modalitäten, also Zeit und Ort, vorher ausgehandelt. Hier scheint offenbar Gegenstand der Vereinbarung die unbehelligte Einfahrt der gegnerischen Flotte in den Fjord gewesen zu sein. Denn Harald wartet die ordnungsgemäße Aufstellung der gegnerischen Schiffe ab und nutzt den Vorteil, dass die Schiffe nur einzeln nacheinander einfahren können, nicht aus. Der Sund in den Hafrsfjord ist eng, und wenn die Flut aufläuft, ist sogar mit Segeln und Rudern nur schwer gegen die eindringende Strömung anzukommen. Über die Flotten- und Mannschaftsstärke ist nichts bekannt. Eine grobe Schätzung, die von späteren bekannten Verhältnissen zurückrechnet, kommt auf ungefähr 110 Schiffe mit 5 500 Mann. Mit der gleichen Methode berechnet hätten die Gegner aus den norwegischen Gebieten allenfalls 54 Schiffe mit 2 700 Mann. Dieser Kräfteunterschied ist so groß, dass ein Eintritt in eine Schlacht für die Gegner Haralds selbstmörderisch gewesen wäre. Dies macht wahrscheinlich, dass die Differenz durch norwegische Schiffe aus den norwegischen Gebieten westlich der Nordsee aufgefüllt wurde, so dass ein ungefährer Gleichstand erreicht wurde. Die Aufstellung sah traditionell so aus, dass die Schiffe in Linie nebeneinander lagen, das Königsschiff in der Mitte. Auch die übrigen Flottenführer lagen in der Mitte ihrer Abteilungen. Das Führungsschiff der Gegner unter Tore Haklang lag Haralds Schiff gegenüber.

Dem eigentlichen Kampf ging das Kriegsgeschrei voraus, das durch Schlagen der Schwerter auf die Schilde verstärkt wurde.
| Grenjuðu berserkir, guðr var á sinnum, emjuðu úlfhéðnar ok ísarn glumdu. | Da brüllten die Berserker Los brach die Fehde Wolfspelze wild heulend Wurfspeere schwenkten. |

Die Vatnsdœla saga überliefert den Beginn der Schlacht so:

„Eftir þetta kváðu við lúðrar um allan herinn og bjuggust menn til, hver eftir sínum efnum. Þenna bardaga átti Haraldur konungur mestan. Þá var með honum Rögnvaldur af Mæri og margir aðrir stórir höfðingjar og þeir berserkir er úlfhéðnar voru kallaðir. Þeir höfðu vargstakka fyrir brynjur og vörðu framstafn á konungsskipinu en konungur sjálfur varði lyftingina með hinni mestu prýði og karlmennsku. Mátti þar sjá mörg högg bæði og stór. Nú gerðust brátt mörg tíðindi og stór á skammri stundu í höggum og spjótalögum með grimmlegri grjótflaug. Gerðist nú skjótt mikið mannfall af hvorumtveggjum.“

„Da riefen die Hörner durchs ganze Heer, und die Männer rüsteten sich, jeder nach seinem Vermögen. Das war König Haralds größte Schlacht; da stand bei ihm Rögnvald von Möre und viele andere große Häuptlinge, dazu Berserker, die Wolfspelze genannt wurden; sie trugen Wolfsfelle statt der Brünnen und schirmten den Bug des Königsschiffes. Der König selber aber schirmte das Heck glanzvoll und tapfer. Da konnte man Hiebe sehen, dicht und schwer. Viele große Taten geschahen jetzt in kurzer Frist, Hieb und Speerwurf im Sturme des Steinhagels. Es stürzten bald viele auf beiden Seiten.“

Wenn die Sage auch rund 400 Jahre später verfasst wurde, so ist doch davon auszugehen, dass der Ablauf einer Seeschlacht sich in dieser Zeit nicht wesentlich geändert hat, so dass die Vermutung, dass sich der Verfasser an zeitgenössischen Schlachten orientiert hat, nicht dazu berechtigt, die Schilderung als unhistorisch zu verwerfen.
Als Harald den Sieg davontrug, flohen die Feinde, nach der Heimskringla teils auf Schiffen, teils über Land über Jæren hinaus nach Süden, nach der Grettis saga nur auf Schiffen nach Westen, beim Skalden Thorbjörn nur über Land nach Süden. Da Thorbjörn Augenzeuge der Schlacht war, wird die Flucht über Land als die glaubwürdigste gehalten, zumal die Ausfahrt aus dem Fjord für eine Massenflucht zu eng war.
Ganz wichtig war nach der Schlacht die Belohnung der eigenen Gefolgschaft, die in mehreren Berichten geschildert wird. Ragnvald von Møre, der in der Schlacht verloren hatte, erhielt den Jarlstitel und die Orkneys zugesprochen.

## Die Bedeutung der Schlacht
Jæren lag schutzlos offen, wenn hier der Durchbruch und die Eroberung dieses Gebietes gelang. Die Schlacht galt der Eroberung des Boknafjordes mit den reichen Inseln und der Herrschaft über Jæren und Agder bis zur Grenze zu Telemark hin und den Inlandsiedlungen nordwestlich vom heutigen Arendal. Im gesamten Mittelalter und in der nachreformatorischen Zeit wurde von dem ganzen Gebiet eine Abgabe erhoben, die „utskyld“ (= Steuer) genannt wurde. Das spricht dafür, dass es sich bei dem in der Schlacht am Hafrsfjord eroberten Gebiet um einen zusammenhängenden Herrschaftsbereich gehandelt hat, der bis in die Zeit vor Harald zurückreicht. Das würde erklären, wieso eine Schlacht im Hafrsfjord zu einer Unterwerfung von Landschaften im Südosten führte. Es handelte sich nach heutiger Erkenntnis um die letzte Eroberungsschlacht Haralds.
An die Schlacht erinnert das 1983 am Ort der Schlacht errichtete Denkmal Schwerter im Berg. Ein weiteres Denkmal war der 1895 errichtete Haraldturm, von dem noch 16 Gedenksteine erhalten sind.